# Ben Rappaport
Bennett Eli Rappaport, detto Ben (Arlington, 23 marzo 1986), è un attore statunitense.
Ha interpretato il ruolo di Todd Dempsy nella sitcom NBC Outsourced, in onda durante la stagione televisiva 2010-2011. La serie ha segnato il debutto di Rappaport sul piccolo schermo.

## Vita e carriera
Rappaport è nato a Arlington, in Texas ed è stato attivo nel campo delle arti (pittura e chitarra) durante la sua infanzia. Ha frequentato la Klein High School a Klein, Texas vicino a Houston. Rappaport ha cominciato a sviluppare un interesse per la recitazione all'età di quindici anni, e successivamente si è laureato alla Juilliard School di New York , dove ha studiato recitazione. Ha vinto il Premio Michel e Suria Saint-Denis come studente, che è la più alta onorificenza del dipartimento di arte drammatica.
Nel 2010, Rappaport è stato lanciato nel ruolo principale di Todd Dempsy della NBC serie, in Outsourced. Il ruolo segna il primo lavoro di Rappaport sul piccolo schermo o cinema. Rappaport aveva precedentemente lavorato in produzioni teatrali. Attualmente risiede a Studio City, Los Angeles.

## Filmografia

### Cinema
- Il matrimonio che vorrei (Hope Springs), regia di David Frankel (2012)
- Botte di fortuna (The Brass Teapot), regia di Ramaa Mosley (2012)

### Televisione
- Outsourced – serie TV, 22 episodi (2010-2011)
- Elementary – serie TV, episodio 1x05 (2012)
- The Good Wife - serie TV, 14 episodi (2013-2015)
- Ozark - serie TV, episodio 1x05 (2017)
- For the People – serie TV, 20 episodi (2018-2019)
- Mr. Robot – serie TV, 9 episodi (2015-2019)
- Younger – serie TV, 10 episodi (2016-2021)
- Blindspot - serie TV, episodio 5x07 (2020)
- Law & Order - Unità vittime speciali (Law & Order: Special Victims Unit) - serie TV, 2 episodi (2021)
- Evil – serie TV, episodio 2x03 (2021)
- Inventing Anna – miniserie TV, puntata 4 (2022)
- I segreti di Grosse Pointe (Grosse Pointe Garden Society) – serie TV, 13 episodi (2025)

## Doppiatori italiani
Nelle versioni in italiano delle opere in cui ha recitato, Ben Rappaport è stato doppiato da:
- Marco Vivio in Law & Order - Unità vittime speciali, Inventing Anna
- Patrizio Cigliano in Outsourced
- Gabriele Lopez in The Good Wife
- Fabrizio De Flaviis in Ozark
- David Chevalier in Mr. Robot